# Invisibility
Invisibility è un cortometraggio muto del 1909 diretto da Lewin Fitzhamon e da Cecil M. Hepworth.

## Trama
Un uomo compera una polvere magica che lo rende invisibile.

## Produzione
Il film fu prodotto dalla Hepworth.

## Distribuzione
Distribuito dalla Hepworth, il film - un cortometraggio di undici minuti - uscì nelle sale cinematografiche britanniche nel maggio 1909.
Si conoscono pochi dati del film che, prodotto dalla Hepworth, fu distrutto nel 1924 dallo stesso produttore, Cecil M. Hepworth. Fallito, in gravissime difficoltà finanziarie, il produttore pensò in questo modo di poter almeno recuperare il nitrato d'argento della pellicola.